# Dieceza de Seghedin-Cenad

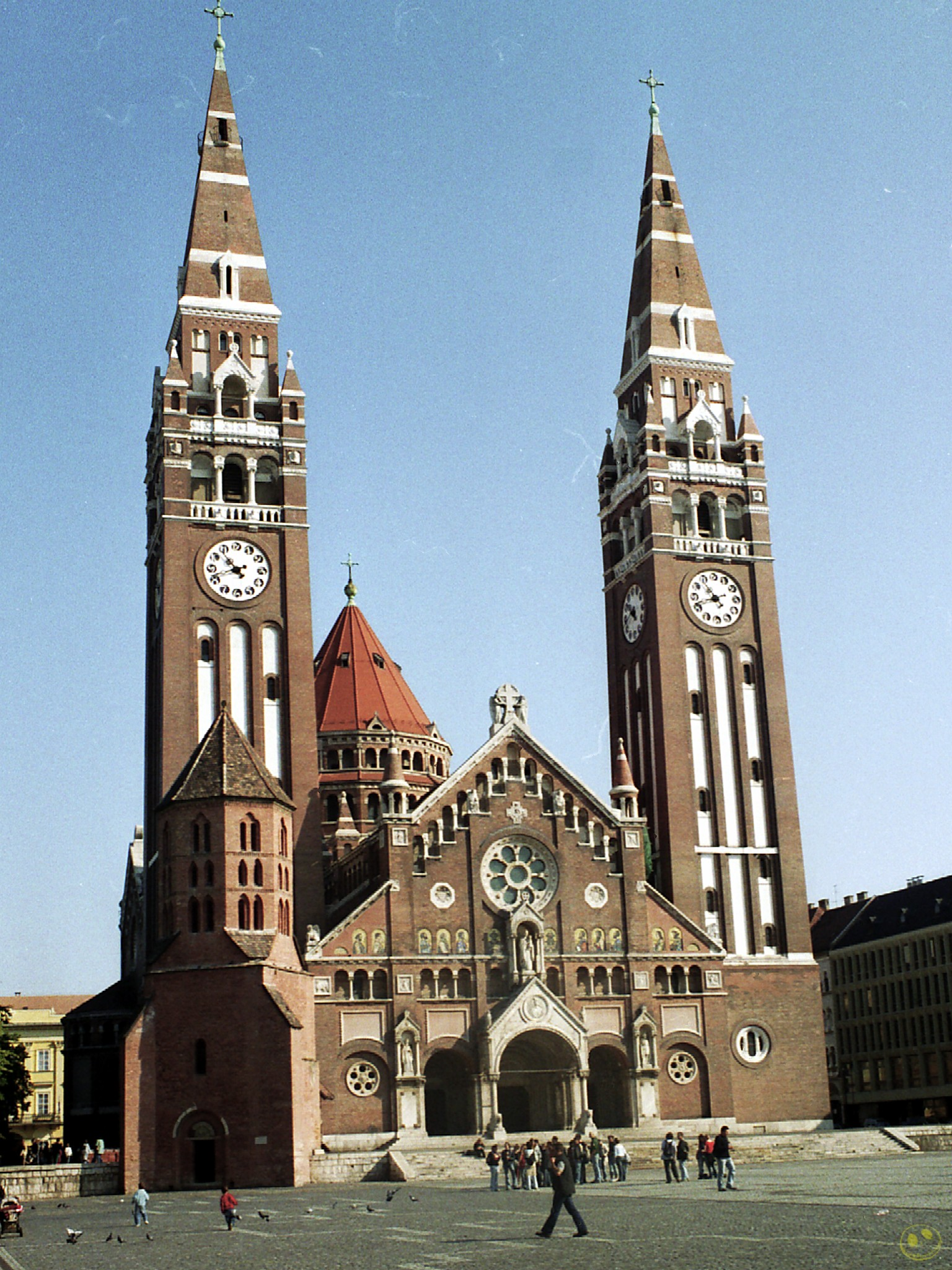
Catedrala din Seghedin

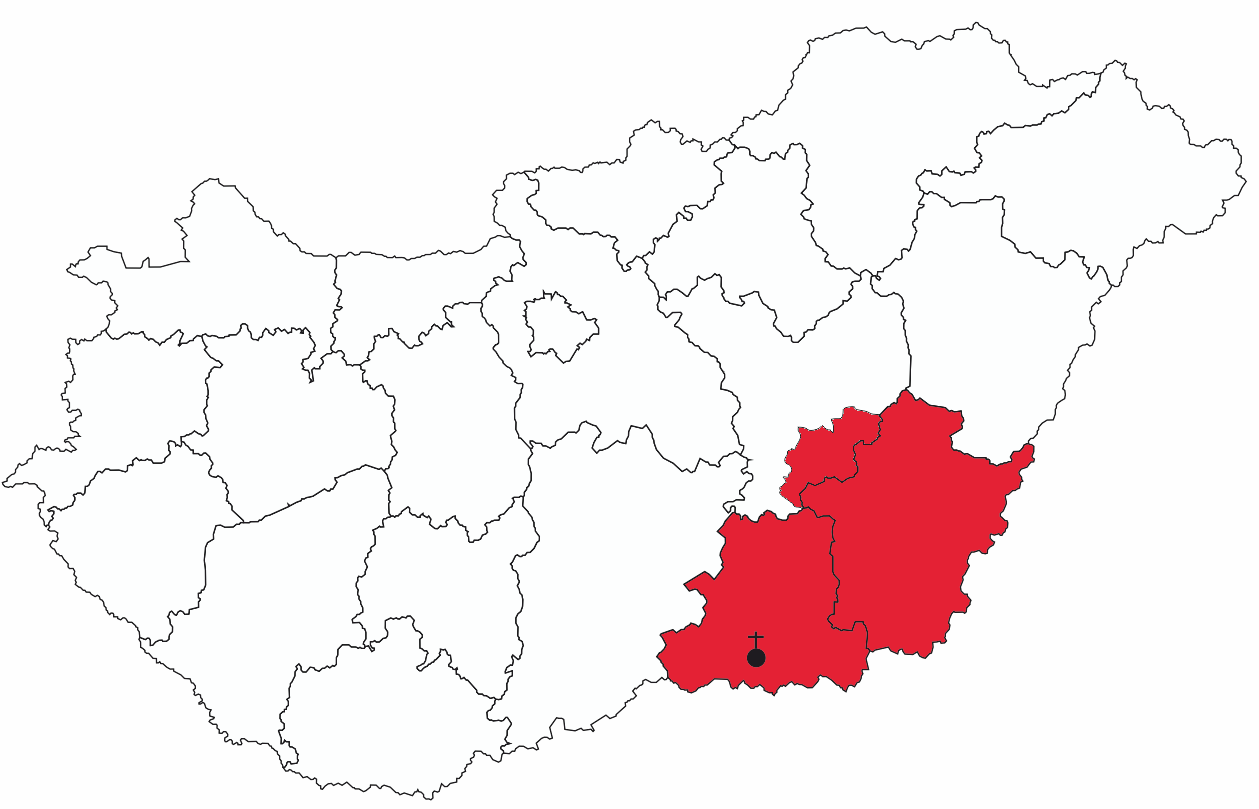
Localizarea jurisdicţiei diecezei pe harta Ungariei

Dieceza romano-catolică de Seghedin-Cenad (în latină Dioecesis Szegediensis-Csanadiensis) este una dintre cele douăsprezece episcopii ale Bisericii Romano-Catolice din Ungaria, cu sediul în orașul Seghedin. Ea se află în provincia mitropolitană a Arhidiecezei de Kalocsa-Kecskemét.

## Istoric
Episcopia a fost fondată în anul 1030 de către Ștefan cel Sfânt, primul rege maghiar. Inițial sediul episcopal s-a aflat la Cenad, ca episcopie sufragană a Arhiepiscopiei de Kalocsa. După Primul Război Mondial, zona de sud a episcopiei și Cenadul au ieșit de sub stăpânirea maghiară, fiind integrate în Regatul României. Astfel, teritoriul episcopiei a fost împărțit între cele două țări. În anul 1923, episcopul de Cenad Julius Glattfelder a fost alungat în Ungaria din cauza criticilor sale la adresa conducătorilor români. Glattfelder s-a stabilit în orașul Seghedin (în maghiară Szeged), care a devenit noul sediu al episcopiei cu numele de Seghedin-Cenad (Szeged-Csnád). În anul 1930 în România a fost înființată noua Episcopie la Timișoara, cu vechiul Cenad pe teritoriul ei.
1. ↑  GCatholic.org
2. ↑   https://www.newadvent.org/cathen/04558b.htm Lipsește sau este vid: |title= (ajutor)